# Інтернаціональний
Інтернаціона́льний (рос. Интернациональный) — селище у складі Матвієвського району Оренбурзької області, Росія.

## Населення
Населення — 1 особа (2010; 26 у 2002).
Національний склад (станом на 2002 рік):
- росіяни — 73 %